# Тайгонос (мыс)
Тайгоно́с — мыс на юге одноименного полуострова, расположен на территории Магаданской области. Самое ветреное место России: в 2011 году здесь три дня бушевала пурга с порывами ветра до 58 м/с (208 км/ч).

## Название
Название полуострова и мыса восходит к корякско-чукотскому Тайгынот со значением «запретная, греховная земля», от основ тайн' (ср. нытайын 'к' 'эн — «запретный», «греховный») и нутэ/нота — «земля». В топонимике северо-востока Сибири встречаются аналогичные «запретные» названия, связанные с прошедшими эпидемиями или какими-либо другими бедствиями.

## Топографические карты
- Лист карты P-57-XXXV,XXXVI. Масштаб: 1 : 200 000. Указать дату выпуска/состояния местности.